# 施耐庵墓
施耐庵墓是元末明初文学家施耐庵埋葬之处，位于江苏省兴化市东北部的新垛镇施家桥村东北约l50米处。现为江苏省文物保护单位。

## 历史
施耐庵（1296年－1370年），兴化人，元至顺辛未进士，曾在钱塘为官二载，因不逢迎权贵弃官，归里著述，写成名著《水浒传》。明洪武三年（l370年），施耐庵卒，其子淮安、孙述元遵照其遗愿，葬之于施家桥。后历经数次修葺。1957年列入第二批江苏省文物保护单位名单，1982年又重新公布。

## 形制
墓区总占地面积11200平方米。入口处建有高大牌坊，上书“施耐庵陵园”，由沙孟海题写。坊下竖立施耐庵半身塑像。墓体坐北朝南，封土为圆形，以砖墙围护，高约3.5米，直径约4.5米。前立墓碑，正面刻“大文学家施耐庵先生之墓”，为中共苏中第二行政区专员陈同生手书，上款“民国三十二年春兴化人民公建”，下款“陈同生敬书”；背面刻有中共兴化县县长蔡公杰所撰碑文。
墓体之南砖砌三门牌坊一座，高5米，宽11米，中坊门额上刻“耐庵公坊”。坊前建有小池，以七曲桥通连一圆土墩，人称“风水岭”，上有赵朴初所撰“重修施耐庵墓记”碑一通。墓体东南80米处，还建有资料陈列室，展示施耐庵生平及家谱。